# РД-180
РД-180 — російський рідинний ракетний двигун замкнутої схеми із допаленням окисного генераторного газу після турбіни, оснащений двома камерами згоряння і двома соплами. Розроблено і виробляється ВАТ «НВО Енергомаш імені академіка В. П. Глушко». Паливо — гас, окисник — рідкий кисень. Вартість одного двигуна на 2010 рік становила 9 млн дол., у 2016 році він коштував 30 млн дол..
Альтернатива: ВПС США 2017 виділили SpaceX понад 40,7 мільйона доларів на створення ракетного двигуна Raptor. Фінансування надано в рамках програми створення американськими компаніями агрегатів на зміну російському РД-180.

## Історія
РД-180 був створений в середині 90-х років на основі двигуна РД-170. У 1996-му році право на використання двигуна придбала компанія General Dynamics. Вперше був використаний 24 травня 2000 як маршовий двигун першого ступеня ракети-носія «Атлас ІВА-R» — модифікації ракети «Атлас IIA». Буква «R» у назві ракети вказує на використання двигуна російського виробництва. Надалі ракета була перейменована в «Атлас III». Після першого запуску була проведена додаткова робота по сертифікації двигуна з метою його використання на універсальному ракетному модулі першого ступеня ракети «Atlas V».
РД-180, який використовувався на випробувальному стенді, був показаний на 23-й зустрічі Великої вісімки (червень 1997, Денвер, США).

## Опис конструкції
Двигун складається з двох камер, турбонасосного агрегату, бустерного насосного агрегату пального, бустерного насосного агрегату окислювача, газогенератора, блоку управління автоматикою, блоку балонів, системи приводів автоматики, системи стернових приводів, регулятора витрати пального в газогенераторі, дроселя окислювача, дроселя пального, пуско-відсічних клапанів окислювача і пального, двох ампул з пусковим пальним, пускового бачка, рами двигуна, донного екрана, датчиків системи аварійного захисту, теплообмінника для підігріву гелію на наддув бака окислювача.
Масове співвідношення окислювача і пального — 2,72. Дроселювання можливе в діапазоні 40-100 %.

## Використання

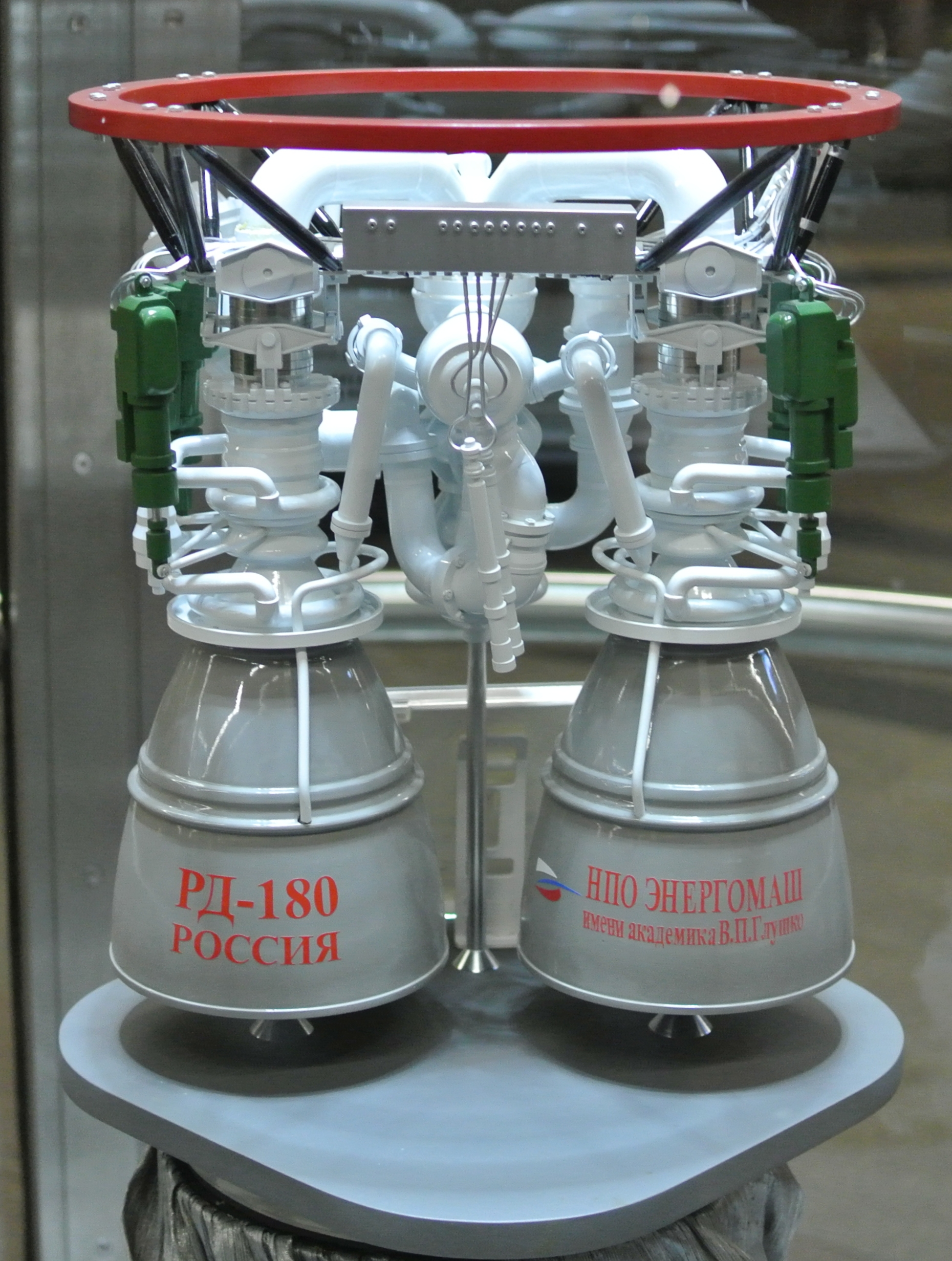
Модель двигуна РД-180

Станом на 2009 рік всі права на використання РД-180 у США належали підрозділу космічних систем General Dynamics (США), які на початку 1990-х років були викуплені Lockheed Martin для застосування на одноразових носіях «Атлас» («Atlas III» і «Atlas V»). Оскільки метою програми використання двигуна є запуски комерційних супутників і супутників уряду США, то для відповідності поставок американським законодавством спільним виробником РД-180 вважається Pratt & Whitney. На сьогодні все виробництво двигуна зосереджено в РФ. Продаж здійснювався спільним підприємством Pratt & Whitney і НВО «Енергомаш», званим СП «RD Amross». Придбання та монтаж проводиться United Launch Alliance. З травня 2014 року укладення нових контрактів тимчасово припинено постановою суду у зв'язку з позовом конкурента — компанії SpaceX. Поставки двигунів за старими контрактами продовжуються.

## Запуски
- Місія до Плутона «Нью-Горайзонс» (2006).
- Місія до Місяцю «Lunar Reconnaissance Orbiter» (2009).
- Апарат для дослідження Сонця «Solar Dynamics Observatory» (2010).
- Місія до Юпітера «Юнона» (2011).
- Місії до Марса «Mars Reconnaissance Orbiter» (2005).
- «Марсіанська наукова лабораторія» (2011) і «MAVEN» (2013).

### Інцидент
23 березня 2016 року двигун РД-180 використовували як двигун першого ступеня ракети-носія «Атлас-5» для виведення на орбіту космічного корабля Cygnus CRS OA-6. З нез'ясованих причин РД-180 перестав працювати на 6 секунд раніше, що призвело до більш довгої роботи двигуна RL10 другого ступеня (працював довше на 80 секунд) для виведення корабля на потрібну орбіту.

## Перспективи
У зв'язку з погіршенням російсько-американських відносин політики обох країн у 2015 році висували пропозиції про припинення поставок двигуна. Зокрема, заборону на закупівлі двигуна введено поправкою Джона Маккейна, яка не стосувалася вже придбаних двигунів. З ініціативою заборони використання двигуна для військових запусків США виступив заступник голови Уряду РФ Дмитро Рогозін.
Для заміни РД-180 розглядається новий двигун, на розробку якого Пентагоном виділено 160 млн доларів. Очікується, що він буде готовий до використання не раніше 2019 року. Альтернативним варіантом є розгортання виробництва РД-180 за наявною у США ліцензії на заводі ULA в м. Декейтер.
На початку квітня 2016 року Пентагон заявив, що на перехідний період, поки США не розробить ракету власного виробництва, планується закупити щонайменше 18 ракетних двигунів РД-180 російського виробництва для запуску супутників у космос протягом наступних шести років.

## Русь-М
РД-180В для першого ступеня планувалося використовувати в новій розробці — серії ракет-носіїв Русь-М. У різних модифікаціях ракети могло використовуватися від 1 до 5 двигунів. 2013 науково-виробнича організація «Енергомаш» припинила роботу над двигуном для ракет Русь-М, оскільки раніше Роскосмос відмовився від самої ракети.